# IRB Sevens World Series (2006/2007)
IRB Sevens World Series (2006/2007) – ósma edycja IRB Sevens World Series, organizowanej przez IRB corocznej serii turniejów dla męskich reprezentacji narodowych w rugby 7. Składała się z ośmiu turniejów rozegranych pomiędzy grudniem 2006 a czerwcem 2007 roku, w których startowało szesnaście bądź dwadzieścia cztery zespoły. Cztery zespoły zwyciężały poszczególne zawody – triumfatorzy cyklu, Nowozelandczycy, okazali się najlepsi w trzech z nich i jako jedyni byli w czołowej czwórce każdego z nich, kolejni w klasyfikacji generalnej Fidżyjczycy i Samoańczycy wygrali po dwa turnieje, w jednym najlepsi byli zaś reprezentanci RPA.

## Informacje ogólne
Z uwagi na fakt, iż poprzednie umowy z gospodarzami turniejów zostały podpisane w roku 2003 na trzy lata ponownie odbyło się przyznawanie praw do organizacji przez IRB. Pewne miejsce miały Hongkong, Wellington, Dubaj oraz Londyn, a spośród związków nie goszczących zawodów w poprzednim cyklu zainteresowanie wyraził Australian Rugby Union (gdzie poprzednia edycja odbyła się w 2003), a także po raz pierwszy Scottish Rugby Union z planami organizacji zawodów w kolebce tego sportu – Melrose. Ostatecznie takie prawo otrzymały Adelaide i Edynburg, zastępując tym samym turnieje w Singapurze i Paryżu, zawody w Stanach Zjednoczonych zostały natomiast przesunięte do San Diego.
Pod koniec września 2006 roku ogłoszono obsadę sędziowską zawodów, spośród dziewiętnastu wyznaczonych arbitrów we wszystkich turniejach sezonu sędziować miał jedynie Taizō Hirabayashi.
Podobnie jak w edycji 2003/2004 cztery rozpoczynające sezon turnieje miały czterech różnych triumfatorów. Najlepiej w sezon weszli reprezentanci RPA i Nowej Zelandii, którzy docierając wspólnie do finałów w Dubaju i George podzielili się w nich zwycięstwami, a dla podopiecznych Gordona Tietjensa był to pięćdziesiąty turniejowy triumf w światowym cyklu. Środkowa część sezonu była jednak popisem wyspiarzy z południowego Pacyfiku, reprezentacje Samoa i Fidżi rozegrały bowiem między sobą finały kolejnych czterech turniejów. W Wellington Samoańczycy odnieśli pierwszy w historii cyklu triumf w zawodach, Fidżyjczycy zrewanżowali się im tydzień później w San Diego. Następnie z uwagi na pierwsze zwycięstwo w wyżej punktowanym turnieju Hong Kong Sevens od roku 1993, samoański rząd ogłosił półdniowe święto narodowe, w Adelaide jednak ponownie lepsi byli reprezentanci Fidżi. Przed dwuturniejową europejską częścią sezonu szanse na końcowy triumf miały zatem jedynie trzy czołowe drużyny klasyfikacji generalnej. W Londynie triumfowali reprezentanci Nowej Zelandii w finale pokonując Fidżi i zmniejszając tym samym stratę do nich w klasyfikacji generalnej do dziesięciu punktów. Przed szkockim turniejem szansę na wyprzedzenie Fidżyjczyków w klasyfikacji generalnej cyklu mieli jeszcze Nowozelandczycy – jednak musieliby wygrać te zawody i liczyć, by ich rywale nie awansowali do półfinału – oraz Samoańczycy, których strata wynosiła czternaście punktów. W ćwierćfinale Walijczycy sensacyjnie pokonali Fidżyjczyków otwierając tym samym Nowozelandczykom drogę do triumfu w całym sezonie. Reprezentacja Fidżi zajęła ostatecznie piąte miejsce w zawodach zyskując osiem punktów, jednak reprezentanci Nowej Zelandii łatwo wygrali w finale z zespołem Samoa zdobywając dwadzieścia punktów i tym samym wyprzedzając o dwa punkty Fidżyjczyków w klasyfikacji generalnej. Z dużą stratą czwartą lokatę zajęli Południowoafrykańczycy, którzy po finałowych występach w pierwszych dwóch turniejach, w kolejnych sześciu tylko raz awansowali do półfinałów.
Najwięcej punktów w sezonie zdobył Fidżyjczyk William Ryder, zaś w klasyfikacji przyłożeń zwyciężył Samoańczyk Mikaele Pesamino. IRB opublikowała następnie podsumowanie statystyczno-analityczne tej edycji. Nominację do nagrody dla najlepszego zawodnika sezonu otrzymali DJ Forbes, Afeleke Pelenise (obaj Nowa Zelandia) i Mikaele Pesamino (Samoa), a wyróżnienie to na gali IRB Awards otrzymał Pelenise.
Cały sezon ponownie pobił wszelkie rekordy. Transmisje telewizyjne na żywo osiągnęły łącznie liczbę 911 godzin, co oznaczało wzrost z poprzednim sezonem o 72%, potencjalnie docierając do 213 milionów gospodarstw domowych (ponad 530 milionów widzów) w 137 terytoriach. Zaangażowane w to były trzydzieści dwie stacje nadające w jedenastu językach. Dodatkowo zwiększyła się również frekwencja na stadionach, a połowa z zawodów miała całkowicie wyprzedane bilety.

## System rozgrywek
W poszczególnych turniejach brało udział szesnaście zespołów, z wyjątkiem Hong Kong Sevens, skupiającego dwadzieścia cztery drużyny, a każda z nich mogła liczyć maksymalnie dwunastu graczy.
W fazie grupowej spotkania toczone były bez ewentualnej dogrywki, za zwycięstwo, remis i porażkę przysługiwały odpowiednio trzy, dwa i jeden punkt, brak punktów natomiast za nieprzystąpienie do meczu. W przypadku turnieju w Hongkongu po zakończeniu fazy grupowej ustalany był ranking – pierwsze osiem zespołów awansowały do ćwierćfinałów, kolejna ósemka do turnieju Plate, a pozostałe do Bowl. W pozostałych turniejach czołowa dwójka z każdej grupy awansowała do ćwierćfinałów, pozostałe zaś walczyły o Bowl. W przypadku tej samej liczby punktów ich lokaty były ustalane kolejno na podstawie:
1. wyniku meczu pomiędzy zainteresowanymi drużynami;
2. lepszego bilansu punktów zdobytych i straconych;
3. lepszego bilansu przyłożeń zdobytych i straconych;
4. większej liczby zdobytych punktów;
5. większej liczby zdobytych przyłożeń;
6. rzutu monetą.

W przypadku remisu w fazie pucharowej organizowana była dogrywka składająca się z dwóch pięciominutowych części, z uwzględnieniem reguły nagłej śmierci. Jedynie mecze finałowe składały się z dwóch dziesięciominutowych części, w pozostałych zaś spotkaniach połowa meczu obejmowała siedem minut.
Punkty liczone do klasyfikacji generalnej przyznawane były zespołom walczącym o Cup, finalistom i półfinalistom Plate oraz zwycięzcy Bowl, przy czym zawody w Hongkongu były wyżej punktowane. W przypadku tej samej liczby punktów w klasyfikacji generalnej lokaty zainteresowanych drużyn były ustalane kolejno na podstawie:
1. lepszego bilansu punktów zdobytych i straconych;
2. większej liczby zdobytych przyłożeń;
3. drużyny są klasyfikowane ex aequo.

| 16 zespołów           | 16 zespołów |     | 24 zespoły                 | 24 zespoły |
| Pozycja               | Pkt         | Pkt | Pozycja                    |            |
| --------------------- | ----------- | --- | -------------------------- | ---------- |
| 1 (Cup)               | 20          | 30  | 1 (Cup)                    |            |
| 2 (finał Cup)         | 16          | 24  | 2 (finał Cup)              |            |
| 3–4 (półfinały Cup)   | 12          | 18  | 3–4 (półfinały Cup)        |            |
| –                     | –           | 8   | 5–8 (ćwierćfinały Cup)     |            |
| 5 (Plate)             | 8           | 4   | 9 (Plate)                  |            |
| 6 (finał Plate)       | 6           | 3   | 10 (finał Plate)           |            |
| 7–8 (półfinały Plate) | 4           | 2   | 11–12 (półfinały Plate)    |            |
| –                     | –           | 0   | 13–16 (ćwierćfinały Plate) |            |
| 9 (Bowl)              | 2           | 1   | 17 (Bowl)                  |            |
| 10–16                 | 0           | 0   | 18–24                      |            |

## Turnieje
| Miejsce | Reprezentacja     |
| ------- | ----------------- |
| 1       | Południowa Afryka |
| 2       | Nowa Zelandia     |
| 3       | Fidżi             |
| 3       | Anglia            |
| 5       | Samoa             |
| 6       | Francja           |
| 7       | Kanada            |
| 7       | Australia         |

|  |                   |                   |                   |                   |    |               |               |       |
|  | Półfinał          | Półfinał          | Półfinał          |                   |    | Finał         | Finał         | Finał |
|  | Półfinał          | Półfinał          | Półfinał          |                   |    | Finał         | Finał         | Finał |
|  | 2 grudnia 2006    |                   |                   |                   |    |               |               |       |
|  |                   |                   |                   |                   |    |               |               |       |
|  | Fidżi             | Fidżi             | 12                |                   |    |               |               |       |
|  | Fidżi             | Fidżi             | 12                | 2 grudnia 2006    |    |               |               |       |
|  | Nowa Zelandia     | Nowa Zelandia     | 17                |                   |    |               |               |       |
|  | Nowa Zelandia     | Nowa Zelandia     | 17                |                   |    | Nowa Zelandia | Nowa Zelandia | 12    |
|  | 2 grudnia 2006    |                   |                   |                   |    | Nowa Zelandia | Nowa Zelandia | 12    |
|  |                   |                   | Południowa Afryka | Południowa Afryka | 31 |               |               |       |
|  | Południowa Afryka | Południowa Afryka | Południowa Afryka | Południowa Afryka | 31 | 19            |               |       |
|  | Południowa Afryka | Południowa Afryka |                   |                   |    |               |               |       |
|  | Anglia            | Anglia            | 0                 |                   |    |               |               |       |
|  | Anglia            | Anglia            | 0                 |                   |    |               |               |       |

| Miejsce | Reprezentacja     |
| ------- | ----------------- |
| 1       | Nowa Zelandia     |
| 2       | Południowa Afryka |
| 3       | Fidżi             |
| 3       | Anglia            |
| 5       | Walia             |
| 6       | Tunezja           |
| 7       | Francja           |
| 7       | Samoa             |

|  |                   |                   |                   |                   |    |               |               |       |
|  | Półfinał          | Półfinał          | Półfinał          |                   |    | Finał         | Finał         | Finał |
|  | Półfinał          | Półfinał          | Półfinał          |                   |    | Finał         | Finał         | Finał |
|  | 9 grudnia 2006    |                   |                   |                   |    |               |               |       |
|  |                   |                   |                   |                   |    |               |               |       |
|  | Fidżi             | Fidżi             | 12                |                   |    |               |               |       |
|  | Fidżi             | Fidżi             | 12                | 9 grudnia 2006    |    |               |               |       |
|  | Nowa Zelandia     | Nowa Zelandia     | 29                |                   |    |               |               |       |
|  | Nowa Zelandia     | Nowa Zelandia     | 29                |                   |    | Nowa Zelandia | Nowa Zelandia | 24    |
|  | 9 grudnia 2006    |                   |                   |                   |    | Nowa Zelandia | Nowa Zelandia | 24    |
|  |                   |                   | Południowa Afryka | Południowa Afryka | 17 |               |               |       |
|  | Południowa Afryka | Południowa Afryka | Południowa Afryka | Południowa Afryka | 17 | 10            |               |       |
|  | Południowa Afryka | Południowa Afryka |                   |                   |    |               |               |       |
|  | Anglia            | Anglia            | 7                 |                   |    |               |               |       |
|  | Anglia            | Anglia            | 7                 |                   |    |               |               |       |

| Miejsce | Reprezentacja     |
| ------- | ----------------- |
| 1       | Samoa             |
| 2       | Fidżi             |
| 3       | Nowa Zelandia     |
| 3       | Południowa Afryka |
| 5       | Anglia            |
| 6       | Francja           |
| 7       | Kanada            |
| 7       | Kenia             |

|  |                   |                   |          |               |    |       |       |       |
|  | Półfinał          | Półfinał          | Półfinał |               |    | Finał | Finał | Finał |
|  | Półfinał          | Półfinał          | Półfinał |               |    | Finał | Finał | Finał |
|  | 3 lutego 2007     |                   |          |               |    |       |       |       |
|  |                   |                   |          |               |    |       |       |       |
|  | Fidżi             | Fidżi             | 31       |               |    |       |       |       |
|  | Fidżi             | Fidżi             | 31       | 3 lutego 2007 |    |       |       |       |
|  | Nowa Zelandia     | Nowa Zelandia     | 0        |               |    |       |       |       |
|  | Nowa Zelandia     | Nowa Zelandia     | 0        |               |    | Fidżi | Fidżi | 14    |
|  | 3 lutego 2007     |                   |          |               |    | Fidżi | Fidżi | 14    |
|  |                   |                   | Samoa    | Samoa         | 17 |       |       |       |
|  | Samoa             | Samoa             | Samoa    | Samoa         | 17 | 14    |       |       |
|  | Samoa             | Samoa             |          |               |    |       |       |       |
|  | Południowa Afryka | Południowa Afryka | 12       |               |    |       |       |       |
|  | Południowa Afryka | Południowa Afryka | 12       |               |    |       |       |       |

| Miejsce | Reprezentacja     |
| ------- | ----------------- |
| 1       | Fidżi             |
| 2       | Samoa             |
| 3       | Nowa Zelandia     |
| 3       | Francja           |
| 5       | Południowa Afryka |
| 6       | Szkocja           |
| 7       | Anglia            |
| 7       | Australia         |

|  |                |               |          |                |    |       |       |       |
|  | Półfinał       | Półfinał      | Półfinał |                |    | Finał | Finał | Finał |
|  | Półfinał       | Półfinał      | Półfinał |                |    | Finał | Finał | Finał |
|  | 11 lutego 2007 |               |          |                |    |       |       |       |
|  |                |               |          |                |    |       |       |       |
|  | Fidżi          | Fidżi         | 19       |                |    |       |       |       |
|  | Fidżi          | Fidżi         | 19       | 11 lutego 2007 |    |       |       |       |
|  | Nowa Zelandia  | Nowa Zelandia | 10       |                |    |       |       |       |
|  | Nowa Zelandia  | Nowa Zelandia | 10       |                |    | Fidżi | Fidżi | 38    |
|  | 11 lutego 2007 |               |          |                |    | Fidżi | Fidżi | 38    |
|  |                |               | Samoa    | Samoa          | 24 |       |       |       |
|  | Francja        | Francja       | Samoa    | Samoa          | 24 | 0     |       |       |
|  | Francja        | Francja       |          |                |    |       |       |       |
|  | Samoa          | Samoa         | 38       |                |    |       |       |       |
|  | Samoa          | Samoa         | 38       |                |    |       |       |       |

| Miejsce | Reprezentacja     |
| ------- | ----------------- |
| 1       | Samoa             |
| 2       | Fidżi             |
| 3       | Nowa Zelandia     |
| 3       | Południowa Afryka |
| 5       | Szkocja           |
| 5       | Anglia            |
| 5       | Australia         |
| 5       | Tonga             |

|  |                   |                   |          |                 |    |       |       |       |
|  | Półfinał          | Półfinał          | Półfinał |                 |    | Finał | Finał | Finał |
|  | Półfinał          | Półfinał          | Półfinał |                 |    | Finał | Finał | Finał |
|  | 1 kwietnia 2007   |                   |          |                 |    |       |       |       |
|  |                   |                   |          |                 |    |       |       |       |
|  | Fidżi             | Fidżi             | 21       |                 |    |       |       |       |
|  | Fidżi             | Fidżi             | 21       | 1 kwietnia 2007 |    |       |       |       |
|  | Nowa Zelandia     | Nowa Zelandia     | 12       |                 |    |       |       |       |
|  | Nowa Zelandia     | Nowa Zelandia     | 12       |                 |    | Fidżi | Fidżi | 22    |
|  | 1 kwietnia 2007   |                   |          |                 |    | Fidżi | Fidżi | 22    |
|  |                   |                   | Samoa    | Samoa           | 27 |       |       |       |
|  | Samoa             | Samoa             | Samoa    | Samoa           | 27 | 10    |       |       |
|  | Samoa             | Samoa             |          |                 |    |       |       |       |
|  | Południowa Afryka | Południowa Afryka | 0        |                 |    |       |       |       |
|  | Południowa Afryka | Południowa Afryka | 0        |                 |    |       |       |       |

| Miejsce | Reprezentacja     |
| ------- | ----------------- |
| 1       | Fidżi             |
| 2       | Samoa             |
| 3       | Kenia             |
| 3       | Nowa Zelandia     |
| 5       | Australia         |
| 6       | Południowa Afryka |
| 7       | Anglia            |
| 7       | Szkocja           |

|  |                 |               |          |                 |    |       |       |       |
|  | Półfinał        | Półfinał      | Półfinał |                 |    | Finał | Finał | Finał |
|  | Półfinał        | Półfinał      | Półfinał |                 |    | Finał | Finał | Finał |
|  | 8 kwietnia 2007 |               |          |                 |    |       |       |       |
|  |                 |               |          |                 |    |       |       |       |
|  | Kenia           | Kenia         | 0        |                 |    |       |       |       |
|  | Kenia           | Kenia         | 0        | 8 kwietnia 2007 |    |       |       |       |
|  | Samoa           | Samoa         | 31       |                 |    |       |       |       |
|  | Samoa           | Samoa         | 31       |                 |    | Samoa | Samoa | 7     |
|  | 8 kwietnia 2007 |               |          |                 |    | Samoa | Samoa | 7     |
|  |                 |               | Fidżi    | Fidżi           | 21 |       |       |       |
|  | Nowa Zelandia   | Nowa Zelandia | Fidżi    | Fidżi           | 21 | 17    |       |       |
|  | Nowa Zelandia   | Nowa Zelandia |          |                 |    |       |       |       |
|  | Fidżi           | Fidżi         | 24       |                 |    |       |       |       |
|  | Fidżi           | Fidżi         | 24       |                 |    |       |       |       |

| Miejsce | Reprezentacja     |
| ------- | ----------------- |
| 1       | Nowa Zelandia     |
| 2       | Fidżi             |
| 3       | Walia             |
| 3       | Samoa             |
| 5       | Południowa Afryka |
| 6       | Australia         |
| 7       | Szkocja           |
| 7       | Argentyna         |

|  |               |               |               |               |    |       |       |       |
|  | Półfinał      | Półfinał      | Półfinał      |               |    | Finał | Finał | Finał |
|  | Półfinał      | Półfinał      | Półfinał      |               |    | Finał | Finał | Finał |
|  | 27 maja 2007  |               |               |               |    |       |       |       |
|  |               |               |               |               |    |       |       |       |
|  | Fidżi         | Fidżi         | 24            |               |    |       |       |       |
|  | Fidżi         | Fidżi         | 24            | 27 maja 2007  |    |       |       |       |
|  | Walia         | Walia         | 7             |               |    |       |       |       |
|  | Walia         | Walia         | 7             |               |    | Fidżi | Fidżi | 7     |
|  | 27 maja 2007  |               |               |               |    | Fidżi | Fidżi | 7     |
|  |               |               | Nowa Zelandia | Nowa Zelandia | 29 |       |       |       |
|  | Nowa Zelandia | Nowa Zelandia | Nowa Zelandia | Nowa Zelandia | 29 | 19    |       |       |
|  | Nowa Zelandia | Nowa Zelandia |               |               |    |       |       |       |
|  | Samoa         | Samoa         | 0             |               |    |       |       |       |
|  | Samoa         | Samoa         | 0             |               |    |       |       |       |

| Miejsce | Reprezentacja     |
| ------- | ----------------- |
| 1       | Nowa Zelandia     |
| 2       | Samoa             |
| 3       | Walia             |
| 3       | Argentyna         |
| 5       | Fidżi             |
| 6       | Kenia             |
| 7       | Południowa Afryka |
| 7       | Szkocja           |

|  |                |               |          |                |   |               |               |       |
|  | Półfinał       | Półfinał      | Półfinał |                |   | Finał         | Finał         | Finał |
|  | Półfinał       | Półfinał      | Półfinał |                |   | Finał         | Finał         | Finał |
|  | 3 czerwca 2007 |               |          |                |   |               |               |       |
|  |                |               |          |                |   |               |               |       |
|  | Walia          | Walia         | 0        |                |   |               |               |       |
|  | Walia          | Walia         | 0        | 3 czerwca 2007 |   |               |               |       |
|  | Nowa Zelandia  | Nowa Zelandia | 28       |                |   |               |               |       |
|  | Nowa Zelandia  | Nowa Zelandia | 28       |                |   | Nowa Zelandia | Nowa Zelandia | 34    |
|  | 3 czerwca 2007 |               |          |                |   | Nowa Zelandia | Nowa Zelandia | 34    |
|  |                |               | Samoa    | Samoa          | 5 |               |               |       |
|  | Argentyna      | Argentyna     | Samoa    | Samoa          | 5 | 14            |               |       |
|  | Argentyna      | Argentyna     |          |                |   |               |               |       |
|  | Samoa          | Samoa         | 24       |                |   |               |               |       |
|  | Samoa          | Samoa         | 24       |                |   |               |               |       |

## Statystyki
| Lp. | Zawodnik            | Punkty |
| --- | ------------------- | ------ |
| 1   | William Ryder       | 416    |
| 2   | Nigel Hunt          | 261    |
| 3   | Lolo Lui            | 237    |
| 4   | Mikaele Pesamino    | 231    |
| 5   | Pedro Leal          | 218    |
| 6   | Afeleke Pelenise    | 205    |
| 7   | Stefan Basson       | 194    |
| 8   | Tomasi Cama         | 176    |
| 9   | Michael Adamson     | 171    |
| 10  | Lepani Nabuliwaqa   | 169    |
| 11  | Santiago Gomez Cora | 166    |

| Lp. | Zawodnik            | Przyłożenia |
| --- | ------------------- | ----------- |
| 1   | Mikaele Pesamino    | 43          |
| 2   | William Ryder       | 42          |
| 3   | Afeleke Pelenise    | 41          |
| 4   | Santiago Gomez Cora | 32          |
| 5   | Lepani Nabuliwaqa   | 31          |
| 6   | Nigel Hunt          | 27          |
| 7   | Zar Lawrence        | 24          |
| 8   | Lolo Lui            | 21          |
| 9   | Pedro Leal          | 20          |
| 10  | Innocent Simiyu     | 19          |
| =   | Ofisa Treviranus    | 19          |

## Klasyfikacja generalna
| Miejsce | Reprezentacja     | Punkty | Punkty | Punkty | Punkty | Punkty | Punkty | Punkty | Punkty | Punkty |
| Miejsce | Reprezentacja     | DUB    | GEO    | WEL    | SDG    | HKG    | ADE    | LON    | EDI    | Ogółem |
| ------- | ----------------- | ------ | ------ | ------ | ------ | ------ | ------ | ------ | ------ | ------ |
| 1       | Nowa Zelandia     | 16     | 20     | 12     | 12     | 18     | 12     | 20     | 20     | 130    |
| 2       | Fidżi             | 12     | 12     | 16     | 20     | 24     | 20     | 16     | 8      | 128    |
| 3       | Samoa             | 8      | 4      | 20     | 16     | 30     | 16     | 12     | 16     | 122    |
| 4       | Południowa Afryka | 20     | 16     | 12     | 8      | 18     | 6      | 8      | 4      | 92     |
| 5       | Anglia            | 12     | 12     | 8      | 4      | 8      | 4      | 2      | 2      | 52     |
| 6       | Walia             | 0      | 8      | –      | –      | 4      | 2      | 12     | 12     | 38     |
| 7       | Australia         | 4      | 2      | 0      | 4      | 8      | 8      | 6      | 0      | 32     |
| 8       | Francja           | 6      | 4      | 6      | 12     | 0      | 0      | 0      | 0      | 28     |
| 9       | Szkocja           | 0      | 0      | 0      | 6      | 8      | 4      | 4      | 4      | 26     |
| 10      | Argentyna         | 2      | 0      | 2      | 0      | 3      | 0      | 4      | 12     | 23     |
| 11      | Kenia             | 0      | 0      | 4      | 0      | 0      | 12     | 0      | 6      | 22     |
| 12      | Tonga             | –      | –      | 0      | 2      | 8      | 0      | –      | –      | 10     |
| 13      | Kanada            | 4      | 0      | 4      | 0      | 0      | 0      | 0      | 0      | 8      |
| 14      | Tunezja           | 0      | 6      | –      | –      | 0      | –      | –      | –      | 6      |
| 15      | Stany Zjednoczone | –      | –      | 0      | 0      | 2      | –      | –      | –      | 2      |
| =       | Portugalia        | 0      | 0      | 0      | 0      | 2      | 0      | 0      | 0      | 2      |
| 17      | Rosja             | –      | –      | –      | –      | 1      | –      | 0      | 0      | 1      |
| 18      | Korea Południowa  | –      | –      | –      | –      | 0      | –      | –      | –      | 0      |
| =       | Papua-Nowa Gwinea | –      | –      | 0      | –      | –      | –      | –      | –      | 0      |
| =       | Zimbabwe          | 0      | 0      | –      | –      | –      | –      | –      | –      | 0      |
| =       | Gruzja            | –      | –      | –      | –      | –      | –      | 0      | 0      | 0      |
| =       | Wyspy Cooka       | –      | –      | 0      | –      | –      | –      | –      | –      | 0      |
| =       | Indie Zachodnie   | –      | –      | –      | 0      | –      | –      | –      | –      | 0      |
| =       | Chiny             | –      | –      | –      | –      | 0      | –      | –      | –      | 0      |
| =       | Japonia           | –      | –      | –      | –      | 0      | 0      | –      | –      | 0      |
| =       | Uganda            | –      | 0      | –      | –      | –      | –      | –      | –      | 0      |
| =       | Zatoka Perska     | 0      | –      | –      | –      | –      | –      | –      | –      | 0      |
| =       | Chińskie Tajpej   | –      | –      | –      | –      | 0      | –      | –      | –      | 0      |
| =       | Hongkong          | –      | –      | –      | –      | 0      | 0      | –      | –      | 0      |
| =       | Sri Lanka         | –      | –      | –      | –      | 0      | –      | –      | –      | 0      |
| =       | Włochy            | –      | –      | –      | –      | 0      | –      | 0      | 0      | 0      |
| =       | Chile             | –      | –      | –      | 0      | –      | –      | –      | –      | 0      |